# Landschaftsschutzgebiet Knipkenbach
Das Landschaftsschutzgebiet Knipkenbach mit etwa 40,5 Hektar Flächengröße liegt in Bad Salzuflen in den Ortsteilen Lockhausen, Biemsen-Ahmsen und zum Teil in Werl-Aspe. Es wurde mit dem Landschaftsplan „Bad Salzuflen“ durch den Kreistag des Kreises Lippe als Landschaftsschutzgebiet (LSG) ausgewiesen.

## Beschreibung
Das LSG umfasst einen vorwiegend durch Grünland bestimmten und etwa 3 km langen Abschnitt des Knipkenbaches zwischen Lockhausen und Werl einschließlich eines größeren sowie mehrerer kleinerer Seitensieke. Im Norden wird ein Feldgehölz, im nordwestlichen Bereich ein Bachtal mit Fischteichen sowie zwei kleinere Siekausläufer in den Schutzbereich einbezogen. In Bachabschnitten, in denen Ackerflächen unmittelbar an das Ufer angrenzen, ist ein 10 m breiter Streifen in das Schutzgebiet einbezogen. Der Bach wird auf kurzen Teilstrecken sowie im Siedlungsbereich von Werl von Ufergehölz begleitet, in der Nähe von Werl sind einige Kopfweidenreihen vorhanden. Der Talgrund wird als Weide und Mähwiese genutzt. Einige der hier vorhandenen Teiche sind von Brachflächen umgeben.
Der Landschaftsplan Bad Salzuflen führt zum Wert des Landschaftsschutzgebietes aus: „Das Schutzgebiet weist eine artenreiche, naturnahe Vegetation auf und stellt insbesondere einen wertvollen Lebensraum für Amphibien und Höhlenbrüter dar.“

## Schutzzwecke für das LSG
Laut Landschaftsplan erfolgte die Ausweisung des LSG:
- „zur Erhaltung und Wiederherstellung der Leistungsfähigkeit des Naturhaushaltes in ökologisch besonders wertvoll strukturierten Bereichen mit Wasser-, Klima- und Biotopschutzfunktionen,“
- „zur Erhaltung und Wiederherstellung von Quellbereichen und naturnahen Fließgewässern, Wald- und Grünlandbereichen unterschiedlicher Feuchtestufen, Feldgehölzen, Hecken und Obstwiesen,“
- „zur Erhaltung morphologisch ausgeprägter Bereiche zur Sicherung der landschaftlichen Eigenart und Vielfalt für die Erholung,“
- „zur Erhaltung wertvoller Biotopkomplexe aus Wald-Grünlandbereichen, Fließgewässern und Quellen sowie Biotopen nach § 62 LG mit wichtigen Refugial-, Puffer-, Trittstein- und Vernetzungsfunktionen,“
- „zur Erhaltung und Wiederherstellung wichtiger Rückzugsräume für die bedrohte Tier- und Pflanzenwelt,“
- „zur Sicherung der das Orts- und Landschaftsbild gliedernden und belebenden und die dörflichen Siedlungsstrukturen prägenden Freiraumelemente.“[1]

## Rechtliche Vorschriften
Im Landschaftsschutzgebiet ist unter anderem das Errichten von Bauten verboten. Grün- und Brachland darf nicht in eine andere Nutzungsart umgewandelt oder umgebrochen werden.